# Major-Label
Major-Label bezeichnet in der Musikindustrie ein Unternehmen, das zur Gruppe der „großen“, marktführenden Musiklabels gerechnet wird. Unabhängige, nicht zu Major-Labels gehörende Plattenlabels werden Independent-Labels genannt.

## Geschichte

Original: Joe Turner – Shake, Rattle And Roll

Coverversion: Bill Haley & His Comets – Shake, Rattle and Roll

Bis Anfang der 1950er Jahre wurde der Musikmarkt in den USA von sieben Plattenlabels dominiert: Capitol Records, Columbia Records, Decca Records, London Records, Mercury Records, MGM Records und RCA Victor. Sie wurden Major record companies genannt, weil sie gleichzeitig den größten Umsatzanteil auf sich vereinigten, eigene Plattenpresswerke besaßen und ein eigenes Vertriebsnetz unterhielten. Independent-Labels verfügten (bis auf King Records und Modern/RPM Records) indes nicht über diese Produktionstiefe und waren deshalb auf unabhängige oder labeleigene Presswerke und Vertriebspartner der Major-Labels angewiesen. Ende 1954 beherrschten die Independent-Labels mit 23 Top-30-Hits den Markt für Rhythm-&-Blues-Platten, und lediglich sieben konnten die Major-Labels für sich verbuchen. Der Musikstil des Rock & Roll hat ab 1955 zu einer allgemeinen Umsatzexpansion in der Plattenindustrie beigetragen, die zunächst die Independent-Labels begünstigte und zur Gründung weiterer unabhängiger Plattenlabels beitrug. Die großen Labels hatten sich darauf spezialisiert, Coverversionen von Rhythm-&-Blues-Hits mit weißen Interpreten in die Pop-Hitparade zu bringen und dort oftmals umsatzstärkere Ergebnisse zu erzielen als die Originale. Typisches Beispiel war Big Joe Turners Hit Shake, Rattle and Roll, der im April 1954 vom unabhängigen Label Atlantic Records auf den Markt gebracht wurde und in der Fassung von Bill Haley & His Comets bei Decca Records zum Millionenseller avancierte. Ab 1956 gelang dies den Major-Labels immer weniger, weil nunmehr die Originale als Crossover auch in die Popcharts vordrangen. Die finanziellen Engpässe, unter denen viele kleine Labels litten, zwangen sie zu einem Verkauf ihrer Künstler. Berühmtestes Beispiel war Elvis Presley, der von Sun Records für 35.000 Dollar im November 1955 zum Major-Label RCA Victor wechselte. Sun Records verlor auf diese Weise im August 1958 auch Johnny Cash, der bei Columbia Records unterschrieb.
Seit den 1960er Jahren hat sich der Begriffsinhalt von „Major-Label“ gewandelt und bezeichnet die Schallplattenfirmen mit den größten Verkaufserfolgen. Der Erfolg der Beatles und anderer Beatgruppen in ihrem Gefolge ließ EMI (ein britisches Major-Label) ab 1963 zum dominierenden Plattenlabel in Großbritannien aufsteigen. Es verteilte seine Bands auf drei Sublabels: Parlophone, Columbia und HMV. Seit Beginn der Rockmusik ab etwa 1970 war es jedem Independent-Label möglich, kurzfristig zu einem Major-Label zu avancieren, gleichgültig, mit welcher Produktionstiefe es agierte. So wurde RSO Records durch den phänomenalen Erfolg der Bee Gees ab 1975 zu einem Major-Label. Die Trennschärfe beider Segmente ist daher phasenweise etwas verloren gegangen.
Von den sechs Major-Labels (the big six), die Ende der 1980er Jahre die größten Marktanteile hielten, existiert keines mehr unter altem Namen oder in damaliger Form. WEA International wurde 1991 in Warner Music Group umbenannt. Ebenfalls 1991 wurde CBS Records nach vorherigem Aufkauf zu Sony Music Entertainment. Aus MCA Records entstand nach Verkauf ab 1996 die Universal Music Group. Polygram wurde 1998 von Universal Music geschluckt. Die aus RCA Records und BMG Ariola formierte Bertelsmann Music Group fusionierte 2004 zur Sony BMG und trat das Label 2008 an Sony Music ab (zudem ging der Verlag BMG Music Publishing 2007 an Universal Music, nur BMG Rights Management besteht als BMG fort). Schließlich wurde EMI Music 2012 zerschlagen und unter Universal Music (EMI Music), Sony Music (EMI Publishing), Warner Music (diverse Sublabels) und BMG (Mute Records) aufgeteilt.

## Organisation
Major-Labels werden meist als eigenständige Rechtsform eines Medienkonzerns geführt und bilden den Vertriebsbereich der Tonträgerprodukte. Durch Mehrheitsbeteiligung gehören sie zum Medienkonzern und sind wirtschaftlich von diesem abhängig. Das zum Label gehörende, veröffentlichte Repertoire an Künstlern und Musiktiteln ist in einem Label-Katalog numerisch zusammengefasst. Zwecks Spezialisierung auf bestimmte Musikstile oder Preisdifferenzierung werden vom Hauptlabel so genannte Unterlabels (Sublabels) gegründet. Diese Unterlabels sind teilweise nochmals in weitere Labels aufgeteilt. So umfasst etwa allein Sony Music Entertainment weltweit über 200 einzelne Labels. Der permanente Konzentrationsprozess in der weltweiten Musikindustrie sowie die Dynamik bei Gründung und Liquidation von Labels erschwert die Transparenz für den Konsumenten.

## Entwicklung
Die Tonträgerindustrie ist weltweit oligopolistisch strukturiert. Es gibt also wenige große, marktführende Anbieter (die „Major Labels“) und eine Vielzahl kleinerer Plattenfirmen (die „Independent Labels“). Die faktische Marktbeherrschung mit 75 % bis 80 % Marktanteil geht von den Major Labels aus, die dauerhaft versuchen müssen, mit ihrem Künstlerrepertoire den größten Teil der Umsätze auf sich zu ziehen. Schwieriger ist es für die großen Labels, selbst stilistische oder Musiktrends zu setzen oder Stars zu entwickeln, weil hiermit ein enormes Investitionsrisiko einhergeht. Diese Marktstruktur, verbunden mit den hohen Kostenrisiken und dem Versuch der Kostendeckung durch Massendegression, erleichtert den Konzentrationsprozess in der Musikindustrie. Finanziell leichter fällt dabei der Kauf von Independent-Labels durch die großen, aber auch die Major-Labels untereinander haben bereits Fusionen zustande gebracht.
Die Independent-Labels sind wegen ihrer begrenzten finanziellen Spielräume meist nicht imstande, ein eigenes internationales Vertriebssystem zu unterhalten oder ihre Tonträger aufwendig zu bewerben. Die Entwicklung von neuen Künstlern ist deshalb bei den kleinen Labels noch ein wesentlich größeres – möglicherweise existenzielles – Investitionsrisiko als bei den Major-Labels.
Ein Wandel dieser Strukturen schien sich abzuzeichnen, als mit legalen Musikdownload- und Musikstreaming-Portalen im Internet eine kostengünstige Vertriebsmöglichkeit auch für Independent-Labels entstand. Die in der Wahrnehmung des Konsumenten nachgelassene Trennschärfe hat auch aufgrund der verhältnismäßig geringen Erlöse über solche Plattformen jedoch nicht zu einer grundlegenden Veränderung der wirtschaftlichen Marketingmöglichkeiten und Marktanteile geführt. Die Major-Labels mit ihrem zumeist bekannteren Artist- und Repertoire-Programm bestimmten auch 2020 immer noch rund 70 % des Marktes, kooperieren jedoch inzwischen etwas häufiger mit größeren Independent-Labels.

## Aktuell größte Major-Labels
Die aktuellen drei weltgrößten Major-Labels sind die Universal Music Group, die Warner Music Group und Sony Music Entertainment.
| Universal Music Group                                                                                   | Warner Music Group                                                                        | Sony Music Entertainment                                                                                |
| --- | ----------------------------------------------------------------------------------------- | --- |
| Universal Music Group                                                                                   | Warner Music Group                                                                        | Sony Music Entertainment                                                                                |
| - Capitol - Geffen - Big Machine - Motown - Republic - Polydor - Island - Def Jam - Virgin - Interscope | - Atlantic - Elektra - Rhino - Sire - Reprise - WEA - Roadrunner - Chrysalis - Parlophone | - Columbia - Epic - CBS - Arista - RCA - Four Music - Sony Classical - Ariola - Deutsche Harmonia Mundi |

Anmerkung: Diese Liste von Major-Labels und ihrer Unterlabels ist nicht vollständig und bietet nur einen groben Überblick.